# تورکوای، ویکتوریا
تورکوای (به انگلیسی: Torquay) یک شهرک در استرالیا است که در Surf Coast Shire واقع شده‌است.